# Jan-Baptist Vanderelst
Jan-Baptist Vanderelst, ook geschreven Vander Elst (1816 - Wilsele, 1897), was een Belgisch politicus. Hij was burgemeester van Wilsele van 1875 tot 1885.

## Biografie
Vanderelst was een landbouwer en in termen van die tijd een herenboer. Door verschillende misoogsten ging het hem niet voor de wind en wenste hij zijn kinderen buiten het boerenleven te brengen. Zijn buurman, een tabaksfabrikant met een buitenverblijf in Wilsele, bood zijn twee oudste zonen Henri en François Vander Elst een baan aan in zijn Brussels bedrijf. Later zouden de gebroeders Vander Elst de tabaksindustrie in Leuven introduceren.
In 1875 werd Jan-Baptist Vanderelst burgemeester van Wilsele, in opvolging van de in dat jaar gestorven Philippe Bosmans. Hij zou dit ambt tien jaar bekleden tot hij in 1885 opgevolgd werd door Petrus Joannes Geeraerts, kleinzoon van een voormalige burgemeester van Wilsele.
Zijn naam werd verleend aan een straat in Wilsele: de Jan-Baptist Vanderelststraat.